# イオン江別店
イオン江別店（イオンえべつてん）は、北海道江別市に所在するイオン北海道運営の総合スーパー（GMS）である。この項目では、併設しているシネマコンプレックスのイオンシネマ江別（イオンシネマえべつ）についても記載している。

## 概要
ニチイ（後のマイカル）が現在のイオン北海道の前身となる「北海道ニチイ」を設立の上で、ニチイ北海道1号店として開店した。
また、北海道の総合スーパーでシネマコンプレックスを併設した初の店舗でもある。

## 沿革
- 1978年（昭和53年） - 前身の「ニチイ江別店」開店[5]。
- 時期不明 -  ニチイ江別店、建て替えに伴って閉店。
- 1997年（平成09年） - 建て替えを行った上でサティに業態転換し、「江別サティ」としてリニューアルオープン[2][5][6]。シネマコンプレックス「ワーナー・マイカル・シネマズ江別」開館。
- 2002年（平成14年） - 店舗を運営していたマイカル北海道（旧：北海道ニチイ）がマイカルから独立し、ポスフールへ社名変更・店名変更したことに伴い、「ポスフール江別店」と改称[5]。
- 2011年（平成23年） - イオングループの総合スーパーがイオンへ統一されることに伴い、「イオン江別店」と改称[5][7]。
- 2013年（平成25年）：劇場名変更に伴い、「イオンシネマ江別」と改称[8]。
- 2015年（平成27年）：充電ステーション（充電スタンド）設置[9]。

## フロアとテナント

### フロア概要
核店舗のイオン江別店、シネマコンプレックスのイオンシネマ江別と約50の専門店で構成される。
| 階    | フロア概要                                                 |
| ----- | ---------------------------------------------------------- |
| 4/R階 | イオンシネマ・屋上駐車場                                   |
| 3階   | 直営売場（子供服・家庭用品）・専門店街・立体駐車場         |
| 2階   | 直営売場（婦人服・紳士服）・専門店街・立体駐車場           |
| 1階   | 直営売場（食品・日用品・化粧品）・レストラン街・立体駐車場 |

### 主なテナント
1階
- マクドナルド（ファストフード）
- ミスタードーナツ（ドーナツ）
- サーティワンアイスクリーム（アイス・クレープ）
- 銀だこ（たこ焼）
- 六花亭（和洋菓子）
- チャンスセンター（宝くじ）

2階
- ハニーズ（レディス）
- VAN （メンズ）
- マンシング（レディス＆メンズ）
- カナリア（手芸用品）
- おしゃれ工房（お直し）

3階
- 玉光堂（CD・DVD）
- 未来屋書店（書籍）
- セリア（100円ショップ）
- PALO（ゲームセンター）
- ほけんの窓口（保険）
- スタジオアリス（写真スタジオ）

4階

### イオンシネマ江別（映画館）
イオン江別店4階に所在するシネマコンプレックス。1997年11月1日に「ワーナー・マイカル・シネマズ江別」として開業。ワーナー・マイカルの北海道進出第1号であり、江別市内としては「千歳座」が1989年3月31日に閉館して以来8年7か月ぶりの映画館となった。
2013年7月1日に運営会社の合併に伴い現名称に変更。それまで道内ではイオンシネマの屋号の映画館が存在しなかった。
2021年2月23日に約 1.5 倍の広さを確保し、パーテーションを設置した「アップグレードシート」（以下表、US）を全スクリーンに新設した。これに伴い、座席数は従来の1755席から減少し、1611席に変更されている。
| No. | 座席数 | 座席数 | 座席数 | 備考   |
| No. | 通常   | US     | 車椅子 | 備考   |
| --- | ------ | ------ | ------ | ------ |
| 1   | 320    | 7      | 2      |        |
| 2   | 86     | 12     | 1      |        |
| 3   | 141    | 7      | 2      | 3D対応 |
| 4   | 143    | 7      | 2      |        |
| 5   | 86     | 12     | 1      |        |
| 6   | 86     | 12     | 1      |        |
| 7   | 371    | 11     | 4      | 3D対応 |
| 8   | 209    | 8      | 2      | 3D対応 |

※テナント情報は2022年5月時点
出店テナント全店の一覧詳細情報は公式サイト「専門店・フロアマップ」を、営業時間およびATMを設置している金融機関の詳細は公式サイト「営業時間」を参照。

## アクセス

### 鉄道
- 北海道旅客鉄道（JR北海道）野幌駅及び高砂駅から徒歩で約8分

### 自動車
- 道央自動車道 - 江別西IC及び江別東ICより約10分

### 駐車場
当施設の駐車場は、1,470台利用可能である。
| 施設駐車場 | 駐車台数 | 駐車可能時間 | 備考         |
| ---------- | -------- | ------------ | ------------ |
| 平面駐車場 | 1,060    | 8:00 - 24:00 |              |
| 立体駐車場 | 410      | 8:00 - 24:00 | 高さ制限2.2m |